# ميسلون حمود
ميسلون حمود (ولدت سنة 1982) هي مخرجة وكاتبة سينمائية فلسطينية وخريجة قسم الأفلام في «منشار للفن». اشتهرت «ميسلون  حمود», بعد اخراجها فيلم بر بحر، الذي أثار جدلاً عامًا مثمرًا في إسرائيل وفي جميع أنحاء العالم عندما حصل على جوائز، ومن ناحية أخرى يخلق جدالات بين السكان العرب في إسرائيل. هذا هو أول فيلم كامل لها، قبل أن أخرجت أفلامًا قصيرة. [2] فاز الفيلم بالعديد من الجوائز: جائزة سيباستيان، جائزة آسيا والمحيط الهادئ NETPAC، جائزة داني ليرنر في مهرجان حيفا السينمائي الدولي، YAPIMLAB، جائزة EROSKI للشباب.
ولدت ميسلون حمود في بودابست، عاصمة المجر، لعائلة من أصل فلسطيني من دير حنا. وهي الابنة الكبرى ولديها ثلاثة أشقاء. في ذلك الوقت، كان والدا حمود يحملون آراء شيوعية.   درس والد ميلسون الطب في المجر في ذلك الوقت وقرب نهاية دراساته، استقر مع عائلته في الحي الرابع من بئر السبع وعمل في مستشفى سوروكا لإكمال تخصصه الطبي. وفقا لحمود، خلال طفولتها، كانت تتحدث إلى والديها باللغة العربية ومع أخيها باللغة العبرية. كانت تسمع لهجات مختلفة من اللغة في مكانها المختلط الإثني. في مكان إقامتها، عانت كثيرا من انخفاض مستوى التنمية في الحي، مما أعاق تقدمها. [1]  أرسلها والداها للدراسة في تل شيفا حتى لا يفقدوا هويتهم العائلية. عندما كانت في الصف الثامن، عادت أسرتها إلى دير حنا. لطيف يدل هذا الحدث الهام مثل طفل، وأثرت كثيرا عن ذلك، وجعل منها الثقافية تغيير نمط الحياة كبيرة مختلفة تماما: [1]. وقال "كنت غريبة والدجاج مختلفة كانت بيئة مختلفة اختلافا كبيرا عن ما كبرت كنت جالسا مع أصدقائه في الزيوت الطبيعية أو تدعو لي أصدقاء لدى الناس ما يقولونه، في أماكن مثل هذه، فإن كل شخص يراودك طوال الوقت. 
عندما انتقلت إلى المدرسة الثانوية، انتقلت إلى قرية عيلبون، بالقرب من دير حنا. كان للانتفاضة الثانية، وخاصة أحداث أكتوبر 2000، تأثير كبير على توطيد هويتها الفلسطينية. خلال شبابها، أعلنت «ميسلون حمود», أنها تعاني من مشاكل في الأكل. درست لاحقًا في الجامعة العبرية في القدس وأكملت دراستها مع درجة البكالوريوس. عندما أكملت دراستها، كسبت قوتها كمدرسة خاصة. في هذه المرحلة، عادت عواقب مشاكل الأكل من شبابها وكانت بحاجة إلى عناية طبية عاجلة عانت خلالها من الموت السريري لمدة يومين. في سن ال 25، واصلت دراستها في مدرسة مينشار للفنون في تل أبيب وعاشت في يافا. 

## فيلم بر بحر
يعتبر فيلم ميسلون حمود، الأول، "بر بحر"، أول فيلم سينمائي عرفت من خلاله ميسلون للصحافة العالمية. في إسرائيل، حصل الفيلم على أهم جائزة أفلام في مهرجان حيفا السينمائي الدولي. بالإضافة إلى ذلك، هذا الفيلم هو الجزء الرئيسي الذي كتبته حتى الآن. في سياق الفيلم، تقول: "في حين أن الأفلام والمسلسلات التلفزيونية التي تتحدث عن تجارب وإحباط الشركات العاملة، فإن الإعجابات والحقائق في المدينة الكبيرة شائعة جدًا، كاتبة السيناريو الإسرائيلي العربي ميسلون حمود، تنعش هذا النوع مع ظهورها النشط الأول في فيلم بر بحر. 
ينتمي الفيلم نفسه إلى نوع الدراما الكوميدية ويتناول حياة ثلاث نساء فلسطينيات إسرائيليات يعشن في تل أبيب في شقة مشتركة. إنهم يتعاملون مع الفرق بين أجندة تل أبيب الحرة والمحافظة على المجتمع الفلسطيني الذي جاءوا منه. إلى جانب شعورهم بالغربة تجاه أسرهم وبيئتهم الأصلية، فإن المجتمع اليهودي، على الرغم من طابعه الغربي، لا يقبلهم. تم ترشيح الفيلم في 12 فئة في جوائز أوفير لعام 2017، وفاز بجائزة أوفير لأفضل ممثلة شادية كانابورا التي حصلت عليها بسبب تمثيلها في الفيلم. لدورها في الفيلم فازت بجائزة اكتشاف العام للعام 2010 من قبل منتدى نقاد السينما في إسرائيل. 

## روابط خارجية
- ميسلون حمود على موقع IMDb (الإنجليزية)